# Zimowe Igrzyska Olimpijskie 1988
XV Zimowe Igrzyska Olimpijskie w 1988 rozegrane zostały w Calgary, największym mieście kanadyjskiej prowincji Alberta. W dniach 13 – 28 lutego w zmaganiach sportowych zmierzyło się 1423 zawodników (w tym 1110 mężczyzn i 313 kobiet) z 57 krajów. Zadebiutowali przedstawiciele 6 reprezentacji: Antyli Holenderskich, Fidżi, Guamu, Gwatemali, Jamajki i Wysp Dziewiczych Stanów Zjednoczonych. Igrzyska otworzyła gubernator Kanady Jeanne Sauvé.
Decyzja o wyborze Calgary jako miasta organizatora zapadła 30 września 1981 roku. O organizację tych igrzysk zabiegały także: Falun (Szwecja) oraz Cortina d’Ampezzo (Włochy). Były to pierwsze zimowe igrzyska w Kanadzie. Wcześniej, w 1976 roku, organizatorem letnich igrzysk był Montreal.
W Calgary rozgrywane były nowe konkurencje: konkursy drużynowe w skokach narciarskich oraz kombinacji norweskiej, zaś w narciarstwie alpejskim zadebiutował supergigant oraz po 40 latach do programu igrzysk wróciła kombinacja alpejska. Rozegrano również trzy konkurencje pokazowe: curling, narciarstwo dowolne, oraz short track. Ponadto rozegrano również zawody w narciarstwie dla niepełnosprawnych.

## Dyscypliny olimpijskie
- biathlon
- bobsleje
- curling (sport pokazowy)
- hokej na lodzie
- łyżwiarstwo
  - łyżwiarstwo szybkie
    - łyżwiarstwo szybkie
    - short track (sport pokazowy)

  - łyżwiarstwo figurowe
- narciarstwo
  - narciarstwo alpejskie (debiut supergiganta i powrót do programu IO po 40 latach kombinacji alpejskiej)
  - narciarstwo klasyczne
    - biegi narciarskie
    - skoki narciarskie (debiut konkursu drużynowego)
    - kombinacja norweska (debiut konkursu drużynowego)

  - narciarstwo dowolne (jazda po muldach – sport pokazowy)
- saneczkarstwo

## Państwa biorące udział w XV Zimowych Igrzyskach Olimpijskich
| - Andora - Antyle Holenderskie - Argentyna - Australia - Austria - Belgia - Boliwia - Bułgaria - Chile - Chiny - Chińskie Tajpej - Cypr - Czechosłowacja - Dania - Fidżi - Filipiny - Finlandia - Francja - Grecja | - Guam - Gwatemala - Hiszpania - Holandia - Indie - Islandia - Jamajka - Japonia - Jugosławia - Kanada - Korea Południowa - Korea Północna - Kostaryka - Liban - Liechtenstein - Luksemburg - Maroko - Meksyk - Monako | - Mongolia - Norwegia - Nowa Zelandia - NRD - Polska - Portoryko - Portugalia - RFN - Rumunia - San Marino - Stany Zjednoczone - Szwajcaria - Szwecja - Turcja - Węgry - Wielka Brytania - Włochy - Wyspy Dziewicze Stanów Zjednoczonych - ZSRR |

## Rozgrywane dyscypliny
Uczestnicy zimowych igrzysk w Calgary w 1988 roku rywalizowali w 6 dyscyplinach sportowych i 46 konkurencjach.
- Biathlon
- Biegi narciarskie
- Bobsleje
- Hokej na lodzie
- Kombinacja norweska
- Łyżwiarstwo figurowe
- Łyżwiarstwo szybkie
- Narciarstwo alpejskie
- Saneczkarstwo
- Skoki narciarskie

Pokazowe
- Curling
- Narciarstwo dowolne
- Short track
- Narciarstwo niepełnosprawnych

## Klasyfikacja medalowa
| Lp. | Kraj              | Złoto | Srebro | Brąz | Razem |
| --- | ----------------- | ----- | ------ | ---- | ----- |
| 1   | ZSRR              | 11    | 9      | 9    | 29    |
| 2   | NRD               | 9     | 10     | 6    | 25    |
| 3   | Szwajcaria        | 5     | 5      | 5    | 15    |
| 4   | Finlandia         | 4     | 1      | 2    | 7     |
| 5   | Szwecja           | 4     | 0      | 2    | 6     |
| 6   | Austria           | 3     | 5      | 2    | 10    |
| 7   | Holandia          | 3     | 2      | 2    | 7     |
| 8   | RFN               | 2     | 4      | 2    | 8     |
| 9   | Stany Zjednoczone | 2     | 1      | 3    | 6     |
| 10  | Włochy            | 2     | 1      | 2    | 5     |

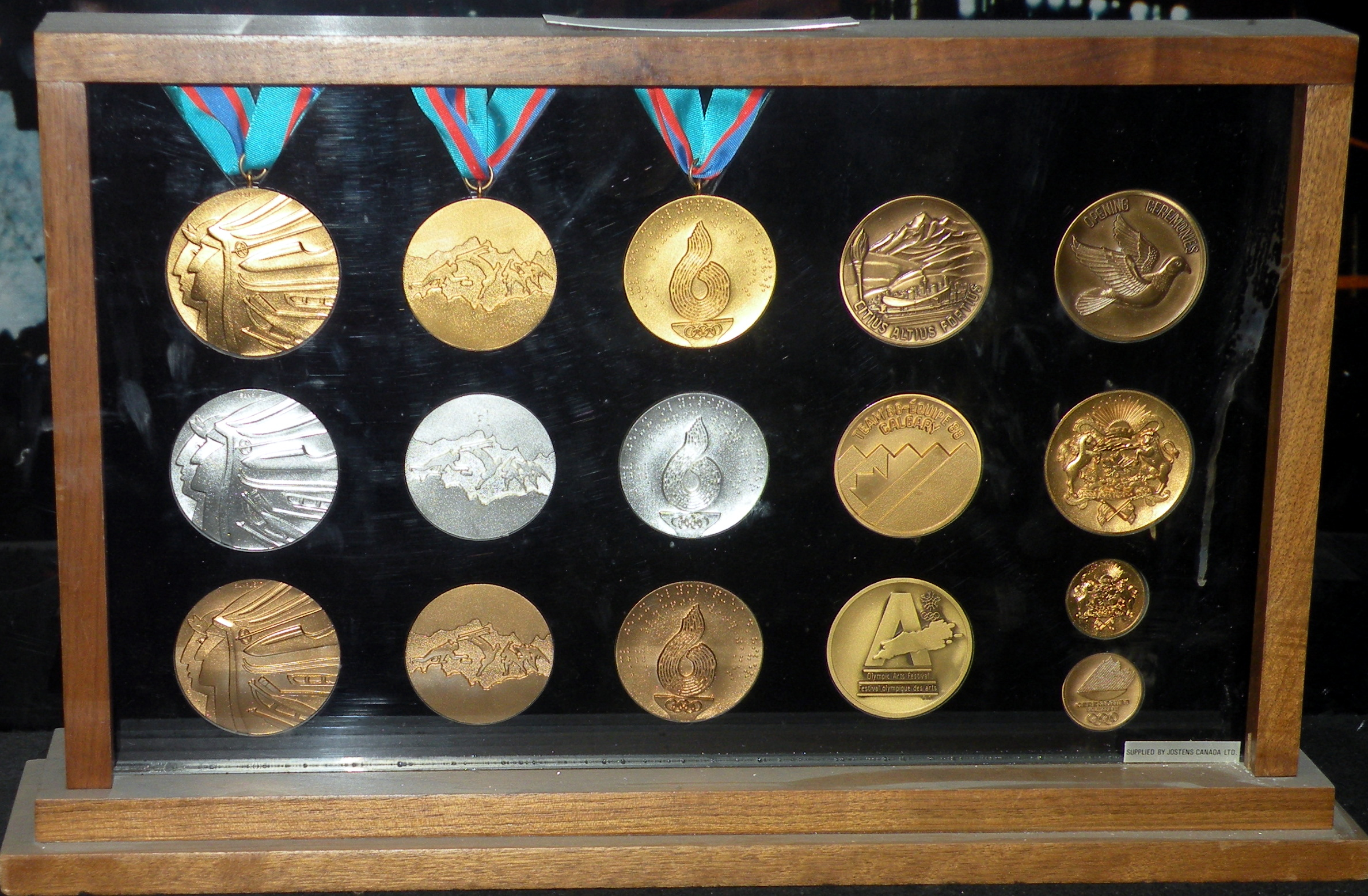
Medale ZIO 1988

Podczas zimowych igrzysk olimpijskich w Calgary, srebrnym medalem olimpijskim nagrodzeni zostali zdobywcy wszystkich ośmiotysięczników Reinhold Messner i Jerzy Kukuczka. Messner odmówił przyjęcia wyróżnienia.

## Polscy reprezentanci
Spośród 33 uczestniczących w igrzyskach Polaków, największą grupę stanowili hokeiści, których wystąpiło dwudziestu trzech. Jednak żaden z naszych reprezentantów nie zdobył medalu. Najbliżej znalezienia się w pierwszej trójce byli Grzegorz Filipowski w przejeździe solistów w łyżwiarstwie figurowym oraz Erwina Ryś-Ferens w łyżwiarstwie szybkim, która w wyścigu na 3000 metrów była na piątym miejscu. Ryś-Ferens zajęła również siódme miejsce w wyścigu na 1500 metrów.